# Синкретизм (літературознавство)
У мистецтві синкретизм (грец. συνκρητισμός) — нерозчленованість різних видів культурної творчості, властива раннім стадіям її розвитку. Найчастіше однак цей термін застосовується до галузі мистецтва, до фактів історичного розвитку музики, танцю, драми і поезії.

## Значення
Вивчення явищ синкретизму надзвичайно важливо для вирішення питань походження та історичного розвитку мистецтв. Саме поняття «синкретизм» було висунуто в науці в противагу абстрактно-теоретичним вирішенням проблеми походження поетичних родів (лірики, епосу і драми) в їх нібито послідовному виникненні.
З точки зору теорії синкретизму однаково помилкові як побудова Гегеля, котрий стверджував послідовність: епос — лірика — драма, так і побудови Ж. П. Ріхтера, Бенара та ін., які вважали початковою формою лірику.

## Розвиток у поетиці
З середини XIX ст. ці побудови дедалі більше поступаються місцем теорії синкретизму, розвиток якої безсумнівно був пов'язаний з успіхами еволюціонізму. Вже Каррьєра, який в основному дотримувався схеми Гегеля, схилявся до думки про первісну нерозчленованість поетичних родів. Відповідні положення висловлював і Герберт Спенсер. Ідея синкретизму піднімається цілим рядом авторів і, нарешті, з повною визначеністю формулюється Вільгельмом Шерером, який однак ніяк не розвиває її широко у відношенні до поезії.
Завдання вичерпного вивчення явищ синкретизму та з'ясування шляхів диференціації поетичних родів поставив перед собою О. М. Веселовський, у працях якого (переважно в «Трьох розділах з історичної поетики») теорія синкретизму отримала найяскравішу і розвинену (для домарксистського літературознавства) розробку, обґрунтовану фактичним матеріалом.
У побудові О. М. Веселовського теорія синкретизму, в основному, зводиться до наступного: в період свого зародження поезія не тільки не була диференційована за родами (лірика, епос, драма), а й сама взагалі представляла далеко не основний елемент більш складного синкретичного цілого: провідну роль в цьому синкретичному мистецтві відігравав танець — «ритмування орхестичних рухів в супроводі пісні-музики». Текст пісень спочатку імпровізувався. Ці синкретичні дії значимі були не стільки змістом, скільки ритмом: часом співали і без слів, а ритм відбивався на барабані, нерідко слова перекручувалися і спотворювалися на догоду ритму. Лише пізніше, на основі ускладнення духовних і матеріальних інтересів і відповідного розвитку мови «вигук і незначуща фраза, що повторюються без розбору і розуміння, як опора наспіву, складалась в щось більш цілісне, в дійсний текст, ембріон поетичного».

Що стосується драми, то в цьому питанні О. М. Веселовський рішуче відкидає старі стереотипи про драму як синтез епосу і лірики. Драма походить безпосередньо від синкретичного дійства. Подальша еволюція поетичного мистецтва призвела до відділення поета від співака і диференціації мови поезії і мови прози (при наявності їх взаємовпливів).